# قائمة الحاصلين على نيشان فرانسيس سكورينا (1997-2006)

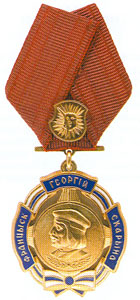
نيشان فرانسيس سكورينا

نيشان فرانسيس سكورينا (وسام فرانسيس سكارينا البيلاروسي) هو أحد أوسمة جمهورية بيلاروسيا. أسسه المجلس الأعلى لجمهورية بيلاروسيا عام 1995. مُنح إما لتطوير الثقافة البيلاروسية، أو للأنشطة الإنسانية والخيرية. تم منح لأول مرة في عام 1997. اعتبارًا من 1 يناير 2007، بلغ عدد الحاصلين على الجوائز 101 شخصًا.
تحتوي هذه القائمة على النياشين الممنوحة للعقد الأول من وجود الوسام (منذ منحها الأول).

## عام 1997
عدد الحاصلين على النيشان 3 أشخاص.
| الرقم | الدولة  | الصورة | الاسم                         | المنصب أو المهنة في وقت منح الجائزة                               | تاريخ المكافأة | رقم المرسوم رئيس الجمهورية بيلاروسيا | سبب المنح |
| ----- | ------- | ------ | ----------------------------- | ----------------------------------------------------------------- | -------------- | ------------------------------------ | --- |
| 1     | بيلاروس |        | ميخائيل أندريفيتش سافيتسكي    | فنان، عضو الأكاديمية الوطنية للعلوم في بيلاروسيا                  | 18 فبراير 1997 | — 1997 г., № 5, 181                  | لمساهمته الشخصية الكبيرة في تطوير الفنون الجميلة والأنشطة الاجتماعية النشطة                                                  |
| 2     | بيلاروس |        | فالنتين نيكولايفيتش إليزارييف | مدير - مدير فني لمسرح الباليه الأكاديمي الوطني لجمهورية بيلاروسيا | 30 أكتوبر 1997 | — 1997 г., № 31, 989                 | لمساهمة شخصية كبيرة في تشكيل وتطوير الباليه البيلاروسي                                                                       |
| 3     | بيلاروس |        | ميخائيل جابيفيتش بولاخوف      | Профессор кафедры теории и истории языка БГПУ им. М. Танка        | 28 نوفمبر 1997 | — 1997 г., № 33, 1049                | من أجل المساهمة الكبيرة في تدريب الكوادر المؤهلة تأهيلا عاليا، نجاح كبير في تطوير العلوم والأنشطة الثقافية والتعليمية النشطة |

## عام 1998
عدد الحاصلين على النيشان 14 شخصًا.
- 4 ألكسندر بافلوفيتش فويتوفيتش رئيس الأكاديمية الوطنية للعلوم في بيلاروسيا 5 يناير 1998-1998، رقم 1، 8 1 من أجل مساهمة شخصية كبيرة في تطوير العلوم، وتدريب العاملين العلميين والأنشطة الاجتماعية النشطة
- 5 فلاديمير الكسندروفيتش مويسينكو كبير مهندسي الإنتاج الخاص لدار النشر «دار الطباعة البيلاروسية» 12 كانون الثاني (يناير) 1998 - 1998، العدد 2، 27 18 لمساهمته في تطوير صناعة الطباعة والإنجازات في مجال نشر الكتب
- 6 إيفان إيفانوفيتش Lishtvan Academic - سكرتير قسم العلوم الكيميائية والجيولوجية في الأكاديمية الوطنية للعلوم في بيلاروسيا 5 فبراير 1998 - 1998، No. 4، 89 63 للمساهمة الشخصية الهامة في تنمية وتكاثر الإمكانات الروحية والفكرية
- 7 لينا ميخائيلوفنا سميت ساتشكو مدير مكتبة الأطفال المركزية بالمدينة بعد ن. اوستروفسكي
- 8 فاسيلي تيموفيفيتش كالميكوف أستاذ بقسم القانون الجنائي والإجراءات والإجرام، جامعة ولاية غرودنو. يانكا كوبالا 5 فبراير 1998 - 1998، العدد 4، 90 64 للمساهمة الشخصية الهامة في تكاثر الإمكانات الروحية والفكرية
- 9 فيكتور ميزي فيكتور ميززي المدير التنفيذي للمنظمة الخيرية «أطفال تشيرنوبيل - لايف لاين» 6 آذار / مارس 1998 - 1998، العدد 7، 162 101 للعمل الخيري النشط والمساهمة الشخصية الكبيرة في تنفيذ مشاريع لتقديم المساعدة الإنسانية لمواطني جمهورية بيلاروسيا الذين عانوا من كارثة محطة تشيرنوبيل للطاقة النووية
- 10 إيدي روتش أدي روش المدير التنفيذي لمنظمة «أطفال مشروع تشيرنوبيل» الخيرية
- 11 ليندا ووكر ليندا ووكر رئيسة الفرع البريطاني للمنظمة الخيرية "مشروع" أطفال تشيرنوبيل "
- 12 ليوبوف فلاديميروفنا خوتيليفا مستشار هيئة رئاسة الأكاديمية الوطنية للعلوم في بيلاروسيا، أكاديمي 13 أبريل 1998 - 1998، العدد 11، 288 205 لمساهمة كبيرة في تطوير العلم والأنشطة الاجتماعية النشطة
- 13 إدموند لينجفيلدر ادموند ليجفيلدر رئيس مجلس إدارة أوتو هوغا، أستاذ 26 مايو 1998 - 1998، العدد 15، 399 284 للعمل المثمر على تطوير التعاون البيلاروسي الألماني في مجال التغلب على عواقب كارثة تشيرنوبيل والتقليل منها، مساهمة شخصية كبيرة في تنفيذ المشاريع الإنسانية
- 14 فيدور أنتونوفيتش بوجدانوفيتش كبير الأطباء في مركز التأهيل الطبي للأطفال ذوي الإعاقة والمرضى، غرودنو 22 يونيو 1998 - 1998، العدد 18، 476 324 لخدمات خاصة في مجال الرعاية الطبية للسكان
- 15 ايغور ميخائيلوفيتش لوشنوك رئيس الاتحاد البيلاروسي للملحنين 4 أغسطس 1998 - 1998، العدد 22، 586 389 للحصول على خدمات كبيرة في تطوير الفن الموسيقي البيلاروسي، أنشطة اجتماعية نشطة
- 16 أليكسي الثاني (أليكسي ميخائيلوفيتش ريديجر) بطريرك موسكو وعموم روسيا 23 سبتمبر 1998 - 1998، العدد 27، 691 460 لتنمية وتعزيز العلاقات الودية بين الشعوب
- 17 - أستاذ أناتولي فاسيليفيتش بوغاتيريف في أكاديمية الدولة البيلاروسية للموسيقى، مؤلف 9 ديسمبر 1998 - 1998، العدد 35، 894 596 لمساهمة شخصية كبيرة في تطوير الفن الموسيقي البيلاروسي، والأنشطة الاجتماعية النشطة

## عام 1999
عدد الحاصلين على النيشان 10 أشخاص.
- 18 فلاديمير سيميونوفيتش كوماروف كبير الباحثين في معهد الكيمياء العامة وغير العضوية التابع للأكاديمية الوطنية للعلوم في بيلاروسيا، أكاديمي، أستاذ 15 يناير 1999 - 1999، العدد 3، 40 26 لسنوات عديدة من النشاط العلمي والتربوي المثمر، مساهمة شخصية كبيرة في تطوير العلوم المحلية
- 19 ألكسندر سيميونوفيتش ماخناش كبير الباحثين في معهد العلوم الجيولوجية التابع للأكاديمية الوطنية للعلوم في بيلاروسيا، أكاديمي، أستاذ
- 20 ديمتري إيفانوفيتش شيروكانوف رئيس القسم في معهد الفلسفة والقانون التابع للأكاديمية الوطنية للعلوم في بيلاروسيا، أكاديمي، أستاذ
- 21 هايو إيكل حاجو إيكيل رئيس مجلس أمناء مؤسسة أطفال تشيرنوبيل (ساكسونيا السفلى)، رئيس الغرفة الطبية لساكسون السفلى 1 أبريل 1999 - 1999، رقم 10، 248 194 للعمل الخيري النشط، مساهمة شخصية كبيرة في تنفيذ مشاريع لتقديم المساعدة الطبية للأطفال الذين عانوا من الحادث في محطة تشيرنوبيل للطاقة النووية
- 22 هايدي بوركارد هايدي بوركهارت رئيسة المنظمة الخيرية "Hilfswerk Austria" 27 أبريل 1999 - 1999، العدد 13، 347 236 للعمل الخيري النشط، مساهمة شخصية كبيرة في تمويل بناء ومعدات المركز العلمي والعملي الجمهوري لأورام الأطفال وأمراض الدم
- 23 إريك فيديسر إريك فيدسر رئيس فرع النمسا السفلى لجمعية هيلفسويرك النمسا الخيرية
- 24 ماريا ميخائيلوفنا بيريوكوفا نائب رئيس اللجنة التنفيذية الإقليمية لغرودنو 14 سبتمبر 1999 - 1999، رقم 26، 732 532 للمساهمة الشخصية الكبيرة في تعزيز التراث الثقافي للشعب البيلاروسي، وإحياء التقاليد الوطنية
- 25 هربرت شنور هربرت شنور رئيس منظمة "Help for Children's Clinic in Minsk" 21 سبتمبر 1999 - 1999، العدد 27، 764 554 للعمل الخيري النشط، مساهمة كبيرة، وضمان تمويل وتجهيز المركز الجراحي للأطفال في المستشفى السريري الأول في مدينة مينسك
- 26 يفجيني ألكساندروفيتش جليبوف أستاذ في أكاديمية الدولة البيلاروسية للموسيقى، مؤلف 24 ديسمبر 1999 - 1999، العدد 36، 1068 765 لمساهمة شخصية كبيرة في تطوير الفن الموسيقي البيلاروسي
- 27 بوريس نيكولايفيتش يلتسين رئيس الاتحاد الروسي، 31 ديسمبر 1999 - 2000، العدد 1، 3 785 لتعزيز التعاون البيلاروسي الروسي

## عام 2000
عدد الحاصلين على النيشان 8 أشخاص.
- 28 روستيسلاف إيفانوفيتش يانكوفسكي ممثل مسرح الدراما الأكاديمي الوطني. غوركي 27 يناير 2000 - 2000 العدد 3، 65
- 26 لمساهمة شخصية كبيرة في تطوير الفن المسرحي البيلاروسي
- 29 أناتولي نيكولايفيتش روبينوف رئيس المختبر، معهد الفيزياء. ستيبانوف ناس من بيلاروسيا في 20 مارس 2000 - 2000، العدد 8، 202 142 لمساهمة شخصية كبيرة في تطوير العلوم الوطنية، والأنشطة الاجتماعية النشطة
- 30 ألكسندرا نيكولايفنا باخموتوفا ملحن، عضو اتحاد الملحنين لروسيا 3 أبريل 2000 - 2000، العدد 10، 248 167 من أجل تطوير وتعزيز الروابط الثقافية البيلاروسية الروسية
- 31 Andrey Ivanovich Zadorozhny رئيس مجلس مقاطعة Oktyabrsky للمحاربين القدامى في مينسك، 5 يونيو 2000 - 2000، رقم 16، 440 320 للخدمات في الدفاع عن كرامة الإنسان، الرحمة
- 32 كريستوف رينرز كريستوف راينرز مدير عيادة الطب النووي بجامعة فورتسبورغ 30 سبتمبر 2000 - 2000، العدد 27، 772 534 للعمل الخيري النشط، والخدمات في علاج مواطني جمهورية بيلاروسيا، ضحايا حادث تشيرنوبيل
- 33 أكيرا سوغينويا 菅 谷 昭 أستاذ مشارك، جامعة ماتسوموتو
- 34 نيكولاي ألكسيفيتش إيزوبوف رئيس قسم المعادلات التفاضلية في معهد الرياضيات التابع للأكاديمية الوطنية للعلوم في بيلاروسيا، أكاديمي 22 ديسمبر 2000 - 2000، العدد 36، 1007 701 لسنوات عديدة من النشاط العلمي والتربوي المثمر، وتدريب الكوادر العلمية
- 35 بيوتر إيفانوفيتش Yasheritsyn مستشار هيئة رئاسة الأكاديمية الوطنية للعلوم في بيلاروسيا، موظف في معهد الفيزياء والتكنولوجيا التابع للأكاديمية الوطنية للعلوم في بيلاروسيا، أكاديمي

## عام 2001
عدد الحاصلين على النيشان 14 شخصًا.
- 36 جينادي نيكولايفيتش سيليزنيف رئيس مجلس الدوما في الجمعية الفيدرالية لروسيا 12 يناير 2001-2001، العدد 7، 1/195122 من أجل مساهمة شخصية كبيرة في تطوير وتعزيز الصداقة والتعاون بين شعبي بيلاروسيا وروسيا
- 37 يوري ميخائيلوفيتش لوجكوف عمدة موسكو، رئيس وزراء حكومة موسكو
- 38 فيكتور أنتونوفيتش سادوفنيتشي رئيس جامعة موسكو الحكومية ام في لومونوسوف
- 39 فلاديمير جورجيفيتش موليافين مدير - مدير فني لفرقة الدولة «بيسنياري» 15 كانون الثاني (يناير) 2001-2001، العدد 7، 1/1959 26 لمساهمة كبيرة في تطوير فن البوب \ u200b \ u200b البيلاروسي
- 40 تمارا نيكولاييفنا نيجنيكوفا أستاذة قسم الأغاني في الأكاديمية الحكومية البيلاروسية للموسيقى 2 فبراير 2001-2001، العدد 15، 1/2013 54 للمساهمة الشخصية الكبيرة في تطوير الفن الصوتي في بيلاروسيا، تدريب الموظفين المبدعين
- 41 ميخائيل بافلوفيتش درينفسكي قائد جوقة الدولة الأكاديمية الشعبية لجمهورية بيلاروسيا سمي على اسم تسيتوفيتش 4 أبريل 2001-2001، العدد 34، 1/2536 180 لمساهمة كبيرة في تطوير الفن الموسيقي البيلاروسي
- 42 ليونيد ديميترييفيتش شيميليف فنان 9 أبريل 2001-2001، العدد 36، 1/2548 187 لمساهمة كبيرة في تطوير الفنون الجميلة البيلاروسية
- 43 مينورو كاماتا 鎌 田 實 كبير الأطباء في مستشفى جامعة شينشو، رئيس صندوق تشيرنوبيل الياباني 20 أبريل 2001 - 2001، العدد 41، 1/2577 208 للعمل الخيري النشط، وتقديم المساعدة الإنسانية لسكان جمهورية بيلاروسيا المتضررين من حادث تشيرنوبيل
- 44 Ryuichi Hirokawa 広 河 隆 一 مدير صندوق تشرنوبيل للأطفال باليابان
- 45 شونيتشي ياماشيتا 山下 俊 一 رئيس قسم الطب الطبيعي والبحوث الدولية للصحة والإشعاع، كلية الطب، جامعة ناجازاكي
- 46 Zhores Ivanovich Alferov نائب رئيس الأكاديمية الروسية للعلوم، مدير المعهد الفيزيائي التقني المسمى في. Ioffe من الأكاديمية الروسية للعلوم 17 مايو 2001-2001، العدد 49، 1/2672 271 لتطوير العلوم الفيزيائية، وتنظيم التعاون العلمي والتقني البيلاروسي الروسي، وتعزيز الصداقة بين شعبي روسيا وبيلاروسيا ألكسندرا إيفانوفنا كليموفا فنانة مسرح الدراما الأكاديمي الوطني. غوركي 11 أكتوبر 2001-2001، العدد 97، 1/3121 582 للمساهمة الشخصية الهامة في تطوير الفن المسرحي
- 48 مارات فيدوروفيتش إيغوروف رئيس صندوق السلام البيلاروسي 18 أكتوبر 2001-2001، رقم 99، 3135 593 لمزايا شخصية في العمل الإنساني
- 49 فلاديمير ج. باريشيفسكي مدير معهد المشكلات النووية التابع لجامعة بيلاروسيا الحكومية (NII YaP BSU) 1 نوفمبر 2001-2001، العدد 105، 1/3164 612 لسنوات عديدة من العمل المثمر والنشاط التربوي والعلمي النشط

## عام 2002
عدد الحاصلين على النيشان 18 شخص.
- 50 بافل ايفانوفيتش Bykov مدير المدرسة التركية Boyar الثانوية في منطقة Molodechno في منطقة مينسك 4 فبراير 2002-2002، العدد 18، 1/3477 84 لمساهمة كبيرة في تعليم وتدريب جيل الشباب، والفنون التربوية العالية
- 51 ستيبان أندريفيتش مينوك رئيس قسم المعادلات التفاضلية والرقابة المثلى، جامعة ولاية غرودنو. يانكا كوبالا
- 52 نيكولاي نيكولايفيتش بوليشوك مدير كلية مينسك التربوية No. إم. تنكا
- 53 Lyudmila Ivanovna Pisareva ممثل مسرح الدراما الأكاديمي الوطني الذي سمي على اسم يعقوب كلوس - 2002، العدد 18، 1/3479 86 لخدمات في تطوير فن المسرح، التميز
- 54 بوليسلاف إيفانوفيتش سيفكو
- 55 ألكسندر أداموفيتش فيدورتسوف رئيس محكمة غوميل الإقليمية 15 فبراير 2002-2002، العدد 23، 1/3514 111 للجدارة في الدفاع عن حقوق المواطنين، النجاحات التي تحققت في إقامة العدل وحماية سيادة القانون
- 56 فلاديمير الكسندروفيتش ماتيوخين كبير الباحثين في معهد علم وظائف الأعضاء التابع للأكاديمية الوطنية للعلوم في بيلاروسيا 5 مارس 2002-2002، العدد 30، 1/3554 147 لنشاط علمي وتنظيمي متعدد الأوجه ومثمر
- 57 فلاديمير ليونيفيتش بيدوليا رئيس المزرعة الجماعية «سوفيتسكايا بيلوروسيا» في منطقة كومينيتس بمنطقة بريست، 24 مايو 2002-2002، رقم 60، 1/3709 265 لتعزيز التراث الثقافي للشعب البيلاروسي
- 58 أودو فلوكا أودو فلوكا رئيس منظمة «المساعدة في عيادة الأطفال في مينسك»، موظف في مستشارية الدولة لرئيس وزراء شمال الراين - وستفاليا 4 حزيران / يونيو 2002-2002، العدد 65، 1/3739 286 لخدمات جليلة في الأنشطة الإنسانية والخيرية
- 59 نيكولاي ستانيسلافوفيتش كازاك مدير معهد الفيزياء. B. I. Stepanova من الأكاديمية الوطنية للعلوم في بيلاروسيا، عضو مراسل في الأكاديمية الوطنية للعلوم في بيلاروسيا 7 يونيو 2002-2002، العدد 67، 1/3748 293 من أجل المساهمة الشخصية الهامة في تطوير العلوم الوطنية، سنوات عديدة من النشاط العلمي والتربوي المثمر
- 60 فيتالي فيتاليفيتش نائب مدير Lapa للعلوم، نائب قسم قمع وزرع النباتات في معهد علوم التربة والكيمياء الزراعية التابع للأكاديمية الوطنية للعلوم في بيلاروسيا، أستاذ
- 61 ليونيد ألكساندروفيتش شيمتكوف أستاذ بقسم الجبر والهندسة، جامعة ولاية غوميل سميت باسم فرانسيسك سكارينا، عضو مراسل في الأكاديمية الوطنية للعلوم في بيلاروسيا
- 62 فلاديمير إيفانوفيتش كاريزنا نائب رئيس تحرير مجلة "Krynitsa" لدار النشر «الأدب والفن» 2 أكتوبر 2002-2002، العدد 113، 1/4061 508 لعمل مثمر في الأدب، كتابة نص النشيد الوطني لجمهورية بيلاروسيا
- 63 أناتولي ميخائيلوفيتش فوروبيوف المدير الفني لفرقة الرقص الشعبي «راداستس» بدار الثقافة بمدينة بريست - 2002، العدد 113، 1/4062 509 لمساهمة شخصية كبيرة في تطوير فن الرقص البيلاروسي
- 64 بيير كاردان مصمم أزياء بيير كاردان 16 أكتوبر 2002-2002 رقم 118 1/4094 525 لمساهمة كبيرة في تطوير العلاقات البيلاروسية الفرنسية، للمساعدة في التغلب على عواقب حادث محطة تشيرنوبيل للطاقة النووية
- 65 فالنتينا لودفيجوفنا ليتون محامية من مكتب الاستشارات القانونية في مقاطعة Oktyabrsky في مينسك - 2002، رقم 118، 1/4097 528 للدفاع عن حقوق المواطنين، مساهمة شخصية كبيرة في تعزيز سيادة القانون والقانون والنظام، وتحسين المهنة القانونية الوطنية
- 66 تاتيانا أليكساندروفنا فروبليفسكايا قاضي المحكمة الاقتصادية لمنطقة مينسك، 1 نوفمبر 2002-2002، العدد 125، 1/4121 542 (رابط يتعذر الوصول إليه) لتعزيز سيادة القانون في مجال العلاقات الاقتصادية
- 67 يوري فلاديميروفيتش سيدوروف فنان من مسرح الدراما الأكاديمي الوطني الذي سمي على اسمه غوركي 10 ديسمبر 2002-2002، العدد 139، 1/4208 602 لسنوات عديدة من العمل المثمر، مساهمة شخصية كبيرة في تطوير الفن المسرحي البيلاروسي

## عام 2003
عدد الحاصلين على النيشان 7 أشخاص.
- 68 ديفيد شور ديفيد شور رئيس المنظمة الخيرية الكندية للمساعدة لضحايا تشيرنوبيل (بروكفيل، أونتاريو) 18 أبريل 2003-2003، العدد 47، 1/4535 156 للخدمات الجليلة في الأنشطة الإنسانية والخيرية
- 69 غالينا ميخائيلوفنا تشيانكوفا عميد كلية العلوم الإنسانية والاقتصاد بجامعة النقل الحكومية البيلاروسية 9 يونيو 2003-2003، العدد 67، 1/4669 240 لسنوات عديدة من النشاط العلمي والتربوي المثمر، والجدارة في تدريب الموظفين المؤهلين تأهيلا عاليا، والاحتراف العالي
- 70 إيفان أندريفيتش كاتب كولوس 18 أغسطس 2003-2003، العدد 94، 1/4860 362 لمساهمة شخصية كبيرة في تعزيز الروابط الثقافية البيلاروسية الروسية، والأنشطة الاجتماعية النشطة وفيما يتعلق بعيد ميلاد الثمانين
- 71 نيكولاي ألكساندروفيتش بوريسفيتش مستشار هيئة رئاسة الأكاديمية الوطنية للعلوم في بيلاروسيا، أكاديمي 23 سبتمبر 2003-2003، العدد 109، 1/4940 413 للأنشطة العلمية والتنظيمية والاجتماعية النشطة
- 72 Filaret (Kirill Varfolomeevich Vakhromeev) مطران مينسك وسلوتسك، رئيس البطريركية لجميع بيلاروسيا 22 أكتوبر 2003-2003، العدد 119، 1/5024 463 لإسهامه في النهضة الروحية وتقوية الصداقة بين الشعوب
- 73 الكسندر ماكسوفيتش شيلوف فنان، عضو كامل العضوية في الأكاديمية الروسية للفنون، عضو المجلس الرئاسي للثقافة والفنون 28 نوفمبر 2003-2003، رقم 135، 1/5125 540 من أجل تعزيز الصداقة والتعاون بين شعبي روسيا البيضاء، وتطوير العلاقات الثقافية البيلاروسية الروسية
- 74 بوريس يفجينيفيتش باتون رئيس الأكاديمية الوطنية للعلوم في أوكرانيا، أكاديمي 28 نوفمبر 2003-2003، العدد 135، 1/5136 543 لتطوير العلم والتكنولوجيا، زيادة التعاون العلمي والتقني بين جمهورية بيلاروسيا وأوكرانيا

## عام 2004
عدد الحاصلين على النيشان 9 أشخاص.
- 75 ستيبان ستيبانوفيتش لافشوك نائب مدير الأبحاث بمعهد الأدب الذي سمي باسمه أكاديمية ينكا كوبالا الوطنية للعلوم في بيلاروسيا 23 يناير 2004-2004، العدد 18، 1/5273
- 42 لمساهمة كبيرة في تطوير العلم 76 Vyacheslav Mikhailovich Dutov Sports Observer State Unitary Enterprise "Belarusian Telegraph Agency" 4 أيار (مايو) 2004-2004، No. 71، 1/5499 216 للمساهمة في تطوير تكنولوجيا المعلومات
- 77 فاسيلي بتروفيتش لاسكوفيتش [كن] كاتب وعضو في اتحاد كتاب بيلاروسيا - 2004، العدد 71، 1/5501 218 للمساهمة الشخصية الكبيرة في الحفاظ على التراث العسكري التاريخي، نشاط عام نشط في التربية الوطنية للشباب
- 78 فالنتين ألكسيفيتش روديونوف المدير العام لمعرض الدولة تريتياكوف 7 مايو 2004-2004، العدد 73، 1/5509 224 لمساهمة شخصية كبيرة في تطوير وتعزيز الروابط الثقافية البيلاروسية الروسية، وتعزيز التراث الفني الوطني لبيلاروسيا في الخارج
- 79 فاليري نيكولايفيتش رايفسكي [يكون] المدير الفني للمسرح الأكاديمي الوطني. ينكا كوبالا 20 يوليو، 2004 - 2004، العدد 120، 1/5691 337 لمساهمة شخصية كبيرة في تطوير الفن المسرحي البيلاروسي، الخدمات في تنشئة الشباب المبدعين
- 80 هيلموت كوتين هيلموت كوتين رئيس المنظمة الخيرية الدولية "SOS - Kinderdorf International" 29 يوليو 2004 - 2004، العدد 120، 1/5727 365 للعمل الخيري النشط على تنفيذ المشاريع الاجتماعية "SOS - Dzitsyachaya Veska" على أراضي الجمهورية
- 81 فياتشيسلاف إيفانوفيتش تروبنيكوف النائب الأول لوزير خارجية روسيا 17 أغسطس 2004-2004، رقم 129، 1/5777 399 من أجل تطوير التعاون الشامل بين جمهورية بيلاروسيا والاتحاد الروسي، وتعزيز الصداقة البيلاروسية الروسية
- 82 وليام نوفيك ويليام نوفيك المدير الطبي لمؤسسة قلب الأطفال الدولية، أستاذ الجراحة بجامعة تينيسي 27 سبتمبر 2004-2004، رقم 154، 1/5876 464 لخدمات جليلة في الأنشطة الإنسانية والخيرية
- 83 إيغور فاسيليفيتش كوتلياروف [يكون] رئيسًا للجنة الدائمة للتعليم والثقافة والعلوم والتقدم العلمي والتكنولوجي في مجلس النواب بالجمعية الوطنية لجمهورية بيلاروسيا 14 أكتوبر 2004-2004، العدد 171، 1 / 5949 508 للعمل النشط لتحسين التشريعات، وتطوير البرلمانية، وتشكيل وتنفيذ السياسة الاجتماعية والاقتصادية للدولة

## عام 2005
عدد الحاصلين على النيشان شخصان.
- 84 إفجيني بافلوفيتش ديميدتشيك كبير الباحثين في مجموعة أبحاث أورام الغدة الدرقية بمختبر الأبحاث المركزي بكلية الطب الحكومية في بيلاروسيا 7 فبراير 2005-2005، العدد 23، 1/6219 60 للمزايا في تطوير العلوم الطبية والرحمة وغيرها من الأعمال النبيلة
- 85 ماي فولفوفيتش دانزيج رئيس قسم الرسم، الأكاديمية الحكومية البيلاروسية للفنون 6 سبتمبر 2005-2005، العدد 140، 1/6755 412 لسنوات عديدة من النشاط الإبداعي والتربوي المثمر، مساهمة شخصية كبيرة في تطوير الفنون البصرية في بيلاروسيا

## عام 2006
عدد الحاصلين على النيشان 16 شخصا.
- 86 ميخائيل نيكولايفيتش فولكوف مدرس ليسيوم رقم 1 في فيتيبسك 1 مارس 2006-2006، العدد 38، 1/7323 136 لتحقيق إنجازات عالية في المجالات الإبداعية والاجتماعية والثقافية، مساهمة شخصية كبيرة في تحقيق المؤشرات المتوقعة للتنمية الاجتماعية والاقتصادية للجمهورية في 2001-2005
- 87 إدوارد بوريسوفيتش زاريتسكي [يكون] مدير الحفل في الأوركسترا الوطنية للموسيقى السمفونية والبوب في بيلاروسيا
- 88 فاسيلي بتروفيتش رينشيك مدير - مدير فني لمسرح منوعات الشباب 10 أبريل 2006-2006، رقم 58، 1/7432 212 لمساهمة شخصية كبيرة في تنمية الثقافة الوطنية، والحفاظ على أفضل التقاليد الموسيقية والترويج لها
- 89 ميخائيل ياكوفليفيتش فينبرغ المدير الفني للأوركسترا الوطنية للسمفونية وموسيقى البوب في جمهورية بيلاروسيا
- 90 أناتولي إيفانوفيتش يارمولينكو المدير الفني لفرقة Syabry التابعة لولاية بيلاروسيا للعلم الأحمر لجمعية الفيلهارمونية
- 91 ناديجدا جورجيفنا بابكينا المدير الفني لمسرح موسكو الحكومي للفولكلور «الأغنية الروسية» - 2006، العدد 58، 1/7433 213 لمساهمته في تطوير العلاقات الثقافية البيلاروسية الروسية، وتعزيز الصداقة والتعاون بين شعبي بيلاروسيا وروسيا
- 92 نيكولاي فيكتوروفيتش باسكوف مطرب مسرح ماري للأوبرا والباليه الذي سمي باسمه إيريكا سابيفا
- 93 نيكولاي فاسيليفيتش غناتيوك مغني من جمعية التنوع الأوكراني - 2006، رقم 58، 1/7434 214 لمساهمته في تنمية الروابط الثقافية البيلاروسية الأوكرانية، والحفاظ على التراث الثقافي للشعوب السلافية.
- 94 بييرو كاكاتشي Pietro Cacace مدير شركة التدقيق الرومانية Servizio Imprese 4 مايو 2006 - 2006، العدد 72، 1/7536 285 للحصول على مزايا خاصة في الأنشطة الخيرية، والتنفيذ الناجح للمشاريع الإنسانية في جمهورية بيلاروس، والمساهمة الشخصية الكبيرة في إعادة إعمار وإعادة تأهيل المناطق المتضررة من كارثة محطة تشيرنوبيل للطاقة النووية
- 95 كلاس كوبس كلاس كوبس رئيس المنظمة الخيرية الهولندية "Stichting Rusland Kinderhulp"
- 96 باتريزيو بيتروتشي باتريزيو بيتروتشي متطوع، مستشار الدفاع العام والسياحة، إدارة مدينة لوكا
- 97 ماريا هيتزر ماريا هيتزر رئيسة المنظمة الخيرية "Help for Children from Belarus"
- 98 محمد البرادعي محمد البرادعي مدير عام الوكالة الدولية للطاقة الذرية
- 99 Gennady Stepanovich Ovsyannikov رائد المرحلة ماجستير في المسرح الأكاديمي الوطني الذي سمي على اسم يانكا كوبالا 31 أغسطس 2006 - 2006، العدد 144، 1/7887 548 من أجل الاحتراف العالي، والمساهمة الشخصية الهامة للجمهورية الاجتماعية والاقتصادية، والحفاظ على التراث الثقافي والروحي للشعب البيلاروسي، ومزايا تعليم وتعليم الشباب
- 100 Svetlana Artyomovna Okruzhnaya السيد الرائد في مرحلة المسرح الأكاديمي الوطني الدرامي الذي سمي على اسم يعقوب كلوس 26 كانون الأول 2006-2007، العدد 2، 1/8193 746 لسنوات عديدة من العمل المثمر، والمهارات المهنية العالية، ومساهمة كبيرة في تنمية الثقافة
- 101 فيكتور فلاديميروفيتش روفدو رئيس قسم التسيير الكورالي، أكاديمية الدولة البيلاروسية للموسيقى